# Urasar
Urasar (in armeno Ուրասար?) è un comune di 394 abitanti (2001) della Provincia di Lori in Armenia.